# Badrumsmatta

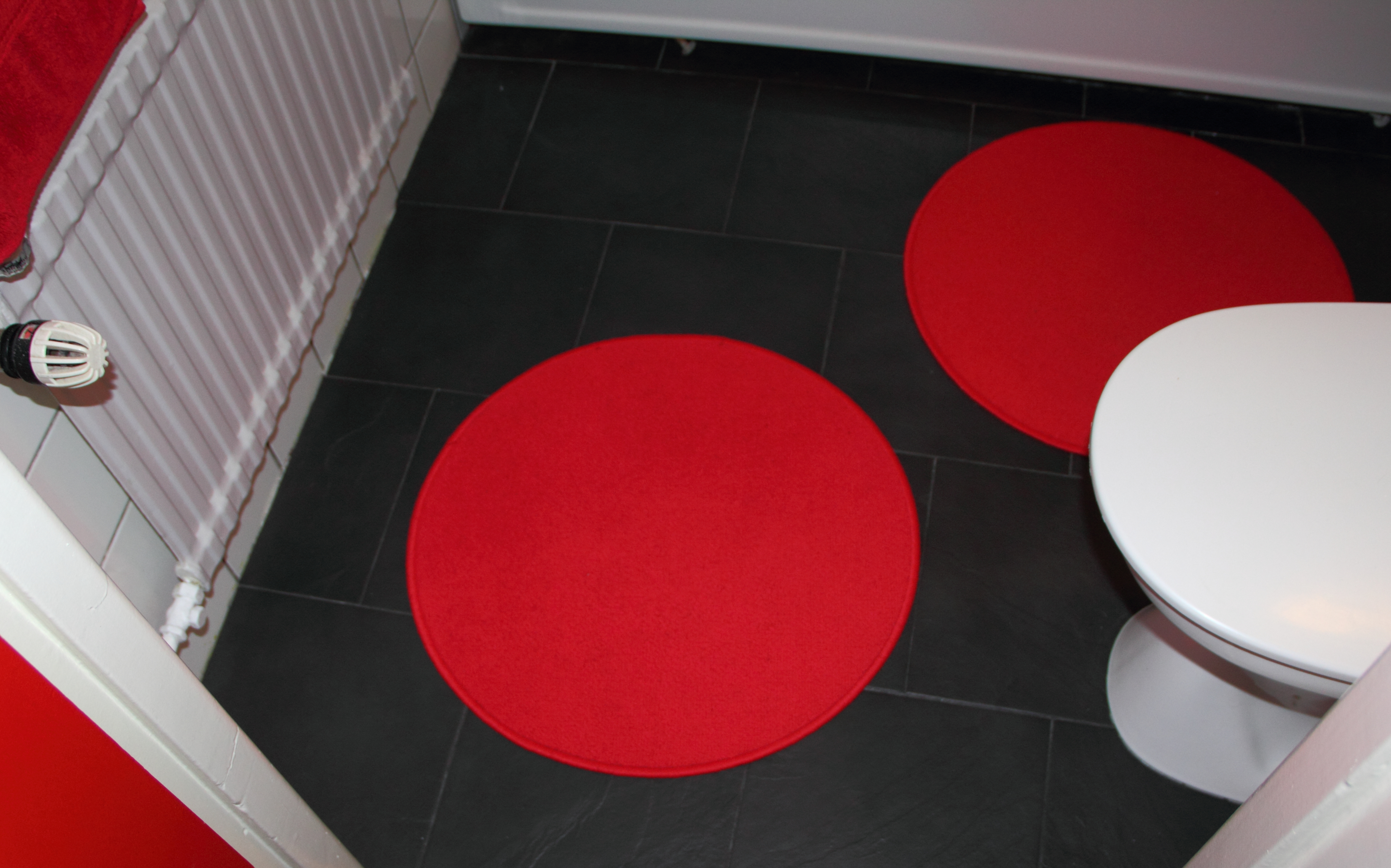
Ett par röda badrumsmattor

Badrumsmatta är en matta, ofta ganska liten, som placeras i badrummet. Oftast för att man ska ha någonting mjukt att kliva på, eftersom man ofta går barfota i badrummet och är blöt. Ofta placeras en sådan nära duschen för att den som duschat ska kliva ut på den efteråt. Den kan även användas som en inredningsdetalj av estetiska skäl.